# Green Card – Schein-Ehe mit Hindernissen
Green Card – Schein-Ehe mit Hindernissen (Originaltitel: Green Card) ist eine Tragikomödie des australischen Regisseurs Peter Weir aus dem Jahr 1990. Die Hauptrollen übernahmen Gérard Depardieu, Andie MacDowell, Bebe Neuwirth und Gregg Edelman.

## Handlung
Der Franzose Georges Fauré und die Amerikanerin Brontë Parrish heiraten aus reiner Zweckmäßigkeit: Georges, Komponist und Lebenskünstler, benötigt eine Green Card, und Brontë, eine Umweltaktivistin, möchte einen Mann, weil ihre Traumwohnung samt Wintergarten in Manhattan nur an ein Ehepaar vermietet wird.
Eines Tages bekommen Georges und Brontë von der Einwanderungsbehörde eine Vorladung. Bei einer Befragung soll festgestellt werden, ob die Ehe eine Scheinehe sein könnte. Die beiden bereiten sich intensiv auf alle möglichen Fragen vor. Im Laufe der Zeit kommen sie sich näher. Georges kann fast alle Fragen beantworten, doch bei einer verrät ihn die Bemerkung, dass er sich gerade diese Antwort „nicht merken konnte“. Bei der Bekanntgabe des Ergebnisses, dass er abgeschoben wird, wundern sich die Beamten, wie sich die beiden mit Tränen in den Augen verabschieden. In der letzten Szene steht Georges an der offenen Tür des Taxis, das ihn zum Flughafen bringen soll.

## Kritik
„Charmante Komödie, die weniger die Einwanderungspolitik als die Beziehung zweier Menschen unter widrigen äußeren Umständen thematisiert“, befand der film-dienst. Der Film sei zudem „[f]einfühlig inszeniert und hervorragend gespielt“. Dies liege laut epd Film auch daran, dass der Film „für Depardieu geschrieben [wurde]“ und der Schauspieler – davon profitierend – „souverän den Charme des klobigen Naturburschen aus[gespielt]“ habe, „ohne dabei auf leise Mittel zu verzichten“. Andie MacDowell sei glaubwürdig als „höhere Tochter“. Dem gegenüber seien „die übrigen Darsteller […] Staffage, freilich vorzüglich ausgewählt“. Der Film sei letztlich „ein Lehrstück für solide, erstklassige Filmarbeit“. Prisma nannte den Film „eine bezaubernde Liebeskomödie“ mit den „überzeugenden“ Schauspielern Gérard Depardieu und Andie MacDowell. Der Film „ist eine charmante und humorvolle Liebesgeschichte – und eine vortreffliche Satire auf die Schickimicki-Szene dazu.“ „Verwirrung, Zärtlichkeiten und zwei tolle Stars“ lautete das Urteil von Cinema.

## Auszeichnungen
Peter Weir war als Drehbuchautor für die Filmpreise Oscar, BAFTA Award und Writers Guild of America Award nominiert. Der Film als Beste Komödie und Gérard Depardieu für seine Rolle gewannen den Golden Globe Award, Andie MacDowell war für den gleichen Preis nominiert.
Die Deutsche Film- und Medienbewertung FBW in Wiesbaden verlieh dem Film das Prädikat besonders wertvoll.

## Soundtrack
Den Soundtrack komponierte diesmal Hans Zimmer, nachdem in den vorangegangenen Filmen Peter Weirs Maurice Jarre dafür verantwortlich war. Ursprünglich wollte der Regisseur ihn wieder  engagieren, dieser lehnte aber ab, weil er nach seinen Angaben kein besonders Talent für "komische Scores" verfüge. Im folgenden Film Fearless – Jenseits der Angst steuerte Maurice Jarre wieder den Soundtrack bei.

## Synchronisation
Die deutsche Synchronfassung entstand bei der Film- & Fernseh-Synchron GmbH, München. Für das Dialogbuch und die Synchronregie war Hartmut Neugebauer zuständig.
| Rolle                 | Darsteller       | Synchronsprecher  |
| --------------------- | ---------------- | ----------------- |
| Georges Fauré         | Gérard Depardieu | Manfred Lehmann   |
| Brontë Mitchell Fauré | Andie MacDowell  | Evelyn Maron      |
| Lauren Adler          | Bebe Neuwirth    | Christina Hoeltel |
| Phil                  | Gregg Edelman    | Elmar Wepper      |
| Rechtsanwalt          | Robert Prosky    | Walter Reichelt   |